# Tadeo Amorena
Eleuterio Tadeo Amorena Gil (Pamplona, abril de 1819- ? ) fue un pintor y artesano navarro autor de los Gigantes de su ciudad natal.
Su padre Esteban Amorena Etxeberria procedía del valle del Baztán, del barrio de Bozate de Arizcun, era de origen agote, algo que producía marginación a principios del siglo XIX, por lo que emigró a Pamplona donde se casó con Ramona Gil. Tadeo fue el más pequeño de tres hermanos y vivió en el barrío de las Tornerías (hoy calle San Nicolás) del Casco Antiguo de Pamplona. 
Pintor de profesión. Contrajo matrimonio a los 24 años de edad con Pascuala Muñoz que adoptaron a una niña, Benita Onsalo.
Fue el creador de los Gigantes de Pamplona, que hoy, 164 años después, se siguen paseando por sus calles durante los Sanfermines (grandes y txikis), en el día del patrón de la ciudad, San Cernin, así como en otros eventos ocasionales. Estas figuras tienen reconocida su gran belleza y perfección artesanal. Son cuatro parejas de reyes de cuatro partes del mundo, de los continentes de Europa, Asia, África y América, faltando el de Oceanía.
Hizo su solicitud el 31 de marzo de 1860 al Ayuntamiento de Pamplona para realizar unos nuevos gigantes, ofreciéndose crear los primeros de muestra sin cobrar la mano de obra:

El que suscribe, maestro pintor vecino de Pamplona y con el debido respeto a V.S. expone que hace algún tiempo formé la idea de presentar un proyecto para la construcción de unos gigantes nuevos del mismo tamaño de los que hay en la actualidad, los cuales reúnan las condiciones siguientes:

1) la de ser rigurosamente ligeros, cuyo peso total no exceda de 80 libras y esté arreglado
de forma que sus conductores puedan maniobrar con facilidad y soltura, sin peligro de caérseles
como acontece en todas las veces que sacan los de ahora a pasear;

2) la de tener una solidez a prueba, sin embargo de la sencillez de sus armazones;

3) la de ser unas figuras nobles, de elegantes formas y proporciones, según el arte de la escultura, cuyos personajes podrían representar las cuatro partes del mundo.

Por tanto viendo que la época de San Fermín se acerca, me ha parecido conveniente presentar este
proyecto a V.S. suplicándoles me concedan el permiso para construir uno o dos, para que en
vista de ello determinen la construcción de los demás y tengan
por conveniente, advirtiendo que para la ejecución de dicha labor no exijo más remuneración
que la de abonarme puramente el valor de los materiales que se empleen.

Por lo cual, suplica y espera de la acreditada justicia de V.S. se sirvan tener en consideración
lo propuesto y determinar que lo juzguen por conveniente.

Pamplona, 31 de marzo de 1860.

A lo cual el Ayuntamiento aceptó. Construyó los reyes Europeos, que costaron 2600 reales de vellón, fue recopensado con otros mil y le fueron encargadas las otras tres parejas para los sanfermines de ese año. Fue pagando por estas tres parejas 6.000 y además le dieron los gigantes antiguos. 
A pesar del éxito conseguido no hay más datos de su vida, desapareciendo en el anonimato. 
En 1946 cuando el ayuntamiento de Santander consultó por los constructores de los gigantes y cabezudos de Pamplona, el presidente de la Comisión de Fomento del ayuntamiento Miguel María Troncoso, tras cuatro meses de averiguaciones, sólo pudo responder:

Dichos gigantes fueron construidos por un industrial de esta ciudad, en el año 1860, llamado
Tadeo Amorena y que en la actualidad no existe, pues desapareció hace ya mucho tiempo.

En su memoria se le dédico el nombre de una calle en Pamplona, su ciudad natal.